# 오트곤체체크 갈바드라흐
오트곤체체크 갈바드라흐(카자흐어·러시아어: Отгонцэцэг Галбадрах, 몽골어: Галбадрахын Отгонцэцэг 갈바드라힝 어트겅체첵, 1992년 1월 25일~)는 몽골 태생 카자흐스탄의 전직 유도 선수이다. 몽골 국가대표 선수로 활동한 후 2015년에 카자흐스탄으로 귀화했고 2016년 하계 올림픽에서 여자 엑스트라라이트급 동메달을 획득했다.
2021년 11월 현역 은퇴를 선언했다.